# Clement Browne
Clement Adolbert Browne (Freetown, 4 gennaio 1896 – Manhattan, 19 gennaio 1964) è stato un pallanuotista statunitense.
Faceva parte della squadra dei Stati Uniti che ha partecipato ai Giochi di Anversa 1920.